# (37020) 2000 TE68
2000 TE68 (asteroide 37020) é um asteroide da cintura principal. Possui uma excentricidade de 0.13072790 e uma inclinação de 3.22208º.
Este asteroide foi descoberto no dia 6 de outubro de 2000 por LONEOS em Anderson Mesa.